# Dúrcal
Dúrcal település Spanyolországban, Granada tartományban. Dúrcal Padul, Dílar, Lanjarón, Nigüelas és Villamena községekkel határos. Lakosainak száma 7209 fő (2024).

## Népesség
A település népessége az elmúlt években az alábbi módon változott:
| Lakosok száma | 5469 | 6151 | 6856 | 7264 | 7333 | 7159 | 7050 | 7015 | 7168 | 7209 |
|               | 2001 | 2004 | 2006 | 2009 | 2011 | 2014 | 2016 | 2019 | 2021 | 2024 |